# Bulldog Stadium
O Bulldog Stadium é um estádio localizado em Fresno, Califórnia, Estados Unidos, possui capacidade total para 41.031 pessoas, é a casa do time de futebol americano universitário Fresno State Bulldogs football da Universidade Estadual da Califórnia em Fresno. O estádio foi inaugurado em 1979.